# Hemiphaisura thyridiens
Hemiphaisura thyridiens är en stekelart som först beskrevs av Morley 1916.  Hemiphaisura thyridiens ingår i släktet Hemiphaisura och familjen brokparasitsteklar.

## Underarter
Arten delas in i följande underarter:
- H. t. occidentalis
- H. t. ugandana
- H. t. mbeyana